# Oscil·lador Seiler
L'oscil·lador Seiler  és un oscil·lador Colpitts millorat però més difícil a posar a punt.
En aquest oscil·lador s'agrega una capacitat en paral·lel i una capacitat en sèrie entre la bobina i la realimentació de l'oscil·lador. Com la capacitat en sèrie amb la bobina li substrae reactància, per tant la bobina pot tenir una inductància més alta, i per tant, tenir un factor Q més gran.
Amb aquesta millora, l'estabilitat millora una mica. L'oscil·lador Seiler és preferible a l'Oscil·lador Clapper quan s'usen varactors com a elements de control, perquè la bobina està connectada a la massa.
No obstant això, el baix valor de capacitat d'acoblament en l'oscil·lador Seiler pot provocar una deriva en freqüència.
Els oscil·ladors Colpitts, Clapper i Seiler quan usen un MOSFET o FET com a element de guany, poden requerir una bobina de reactància suficient a la porta S (source).